# Latvijas hokeja līga
Latvijas hokeja līga (česky: Lotyšská hokejová liga, také nazývána jako Lotyšské otevřené mistrovství, Samsung premjerlīga (2006–2008) nebo Optibed līga (od roku 2017)) je nejvyšší plně profesionální ligou ledního hokeje v Lotyšsku. Vznikla v roce 1931, ale po připojení Lotyšska k SSSR v roce 1940 zanikla a lotyšské týmy se účastnily sovětského ligového systému – Sovětské ligy ledního hokeje a dalších nižších soutěží. Znovuobnovena byla po roce 1991 po rozpadu SSSR.
Účastnit se jí mohou i týmy z okolních zemí. V letech 2003–2012 ji hrál litevský tým Energija Elektrėnai a v sezóně 2007–2008 i estonský Tartu Big Diamonds. V sezóně 2019–2020 měla liga 8 účastníků (všechny týmy z Lotyšska). V sezóně 2020/21 už jen 7 bez HK Kurbads. V sezóně 2022/2023 se do ní vrátil tým Dinamo Riga který se rozhodl odstoupit z KHL na protest proti ruské invazi na Ukrajinu. Dne 10. srpna 2022 bylo oznámeno, že Dinamo Riga bude hrát od sezóny 2022/2023 lotyšskou nejvyšší hokejovou ligu.

## Systém soutěže
Základní část se hraje na 30 kol ve stylu každý s každým. První dva týmy postupují rovnou do semifinále. Týmy, které skončily na 3.–6. místě hrají první kolo play-off na 3 vítězná utkání. Stejně se pak hraje semifinále. Finále se již ale hraje na čtyři vítězná utkání. Ze soutěže se nesestupuje. 
Největším zimním stadionem v Lotyšsku je Aréna Riga s kapacitou 10 300 diváků, která je sídlem hokejového týmu Dinamo Riga.

## Týmy v sezoně 2024/2025
| Tým                  | Město      | Stadión                           | Kapacita | Region         | Založený |
| -------------------- | ---------- | --------------------------------- | -------- | -------------- | -------- |
| HC Panter            | Tallinn    | Škoda Ice Arena                   | 500      | Harjumaa       | 2001     |
| HK Dinaburga         | Daugavpils | Daugavplis ledus halle            | 1 984    | Latgalsko      | 2013     |
| Energija Elektrėnai  | Elektrėnai | Elektrėnų ledo halė               | 2000     | Vilniuský kraj | 1991     |
| HK Mogo              | Riga       | Mogo ledus halle                  | 600      | Vidzeme        | 2014     |
| HS Prizma Riga       | Riga       | Volvo sporta centrs               | 2 000    | Vidzeme        | 1998     |
| HS Riga              | Riga       | Rigas Sergeja Zoltoka ledus halle | -        | Vidzeme        | 1999     |
| Hockey Punks Vilnius | Vilnius    | Utenos pramogų arena              | 2500     | Vilniuský kraj | 2007     |
| HK Zemgale/LLU       | Jelgava    | Jelgavas ledus halle              | 2 360    | Zemgalsko      | 2002     |

## Předchozí vítězové
| - 1931–32 – Union Riga - 1932–33 – Union Riga - 1933–34 – ASK Rīga - 1934–35 – ASK Rīga - 1935–36 – ASK Rīga - 1936–37 – US Rīga - 1937–38 – ASK Rīga - 1938–39 – ASK Rīga - 1939–40 – US Rīga - 1940–41 – soutěž se nehrála - 1941–42 – US Rīga - 1942–43 – soutěž se nehrála | - 1943–44 – US Rīga - 1944–90 – soutěž se nehrála - 1991–92 – HK Sāga Ķekava - 1992–93 – HK Pārdaugava Rīga - 1993–94 – Hokeja Centrs - 1994–95 – Nik's Brih Rīga - 1995–96 – Nik's Brih Rīga - 1996–97 – HS Rīga/Prizma - 1997–98 – Nik's Brih Rīga - 1998–99 – Nik's Brih Rīga - 1999–2000 – Liepājas Metalurgs - 2000–01 – HK Riga 2000 | - 2001–02 – 2001/2002 - 2002–03 – Liepājas Metalurgs - 2003–04 – HK Riga 2000 - 2004–05 – HK Riga 2000 - 2005–06 – HK Riga 2000 - 2006–07 – HK Riga 2000 - 2007–08 – Liepājas Metalurgs - 2008–09 – Liepājas Metalurgs - 2009–10 – Dinamo-Juniors Riga - 2010–11 – Liepājas Metalurgs - 2011–12 – Liepājas Metalurgs - 2012–13 – SMScredit.lv Riga | - 2013–14 – HS Rīga/Prizma - 2014–15 – HK Mogo - 2015–16 – HK Liepāja - 2016–17 – HK Kurbads - 2017–18 – HK Kurbads - 2018–19 – HK Mogo - 2019–20 – nedokončeno - 2020–21 – Olimp Riga - 2021–22 – HK Zemgale/LLU - 2022–23 – HK Zemgale/LLU - 2023–24 – HK Mogo |

## Počty titulů
| Klub                | Tituly | Vítězné ročníky                                                             |
| ------------------- | ------ | --------------------------------------------------------------------------- |
| Liepājas Metalurgs  | 7      | 1999/2000, 2001/2002, 2002/2003, 2007/2008, 2008/2009, 2010/2011, 2011/2012 |
| ASK Rīga            | 5      | 1934, 1935, 1936, 1938, 1939                                                |
| HK Riga 2000        | 5      | 2000/2001, 2003/2004, 2004/2005, 2005/2006, 2006/2007                       |
| Nik's Brih Rīga     | 4      | 1994/1995, 1995/1996, 1997/1998, 1998/1999                                  |
| US Rīga             | 4      | 1937, 1940, 1942, 1944                                                      |
| HK Mogo             | 3      | 2014/2015, 2018/2019, 2023/2024                                             |
| HK Pārdaugava Rīga  | 2      | 1941, 1992/1993                                                             |
| Union Riga          | 2      | 1932, 1933                                                                  |
| HK Kurbads          | 2      | 2016/2017, 2017/2018                                                        |
| HK Zemgale/LLU      | 2      | 2021/2022, 2022/2023                                                        |
| HS Rīga/Prizma      | 2      | 1996/1997, 2013/2014                                                        |
| HK Sāga Ķekava      | 1      | 1991/1992                                                                   |
| Hokeja Centrs       | 1      | 1993/1994                                                                   |
| Dinamo-Juniors Riga | 1      | 2009/2010                                                                   |
| SMScredit.lv Riga   | 1      | 2012/2013                                                                   |
| HK Liepāja          | 1      | 2015/2016                                                                   |
| Olimp Riga          | 1      | 2020/2021                                                                   |